# 叶氏琴蛙
叶氏琴蛙（学名：Nidirana yeae），一种于中华人民共和国贵州省金秀县黄莲乡发现的两栖动物，隶属于蛙科琴蛙属。种加词取自中国著名两栖动物学家叶昌媛的姓氏，以感谢其对中国两栖动物研究的重大贡献。

## 形态特征
叶氏琴蛙体型中等，雄蛙体长41.2～43.5毫米，雌蛙体长44.7毫米左右。身体背部呈淡棕色，具有淡黄色脊线，散布黑色斑点；体侧淡黄色，具黑色斑点；前肢背面浅棕色，基部具有一棕色条纹，后肢背面灰棕色，具棕色横纹；咽喉部及四肢腹面肉红色，腹部淡黄色。